# Гварньери, Эннио
Эннио Гварньери (итал. Ennio Guarnieri, 1930—2019) — итальянский кинооператор.

## Биография
Начинал в 1952—1961 ассистентом оператора (в том числе — на фильмах Латтуады, Феллини, Кристиана-Жака), впоследствии — главный оператор, снимал у крупных итальянских и зарубежных режиссёров. С 1972 работал также на телевидении.

## Избранная фильмография
- 1961  —  L’imprevisto (Альберто Латтуада)
- 1962  —  Дни сочтены (Элио Петри)
- 1962: Море (Джузеппе Патрони Гриффи)
- 1963  —  Современная история: Королева пчёл (Марко Феррери)
- 1964 — Дурной мир / I malamondo, оператор
- 1965  —  Made in Italy (Нанни Лой)
- 1969  —  Медея (Пьер Паоло Пазолини)
- 1970  —  Сад Финци-Контини (Витторио Де Сика; номинация на премию BAFTA)
- 1970  —  L’Invasion (Ив Аллегре)
- 1970  —  Пары (Витторио Де Сика, новелла «Лев»)
- 1972  —  Брат Солнце, сестра Луна (Франко Дзефирелли; Серебряная лента Итальянского национального синдиката киножурналистов)
- 1973  —  Hitler: The Last Ten Days (Эннио Де Кончини)
- 1973  —  Короткий отпуск (Витторио Де Сика)
- 1973  —  Пепельная среда (Ларри Пирс)
- 1974  —  Travolti da un insolito destino nell’azzurro mare d’agosto (Лина Вертмюллер)
- 1974  —  Поездка (Витторио Де Сика)
- 1975  —  Fatti di gente per bene (Мауро Болоньини)
- 1975: Per le antiche scale (Мауро Болоньини)
- 1976  —  Перевал Кассандры (Джордж Пан Косматос)
- 1976: L’eredità Ferramonti (Мауро Болоньини)
- 1977  —  Кот (Луиджи Коменчини)
- 1977: Каждому свой ад (Андре Кайат)
- 1979  —  Игрушка (Джулиано Монтальдо)
- 1979: Пробка: невероятная история (Луиджи Коменчини)
- 1981  —  La storia vera della signora dalle camelie (Мауро Болоньини)
- 1981: Крылья голубки (Бенуа Жако)
- 1983  —  Травиата (Франко Дзефирелли, Серебряная лента Итальянского национального синдиката киножурналистов)
- 1984  —  История Пьеры (Марко Феррери)
- 1986  —  Джинджер и Фред (Федерико Феллини)
- 1986: Отелло (Франко Дзефирелли)
- 1991  —  Ближний круг (Андрей Кончаловский)
- 1991: Плоть (Марко Феррери)
- 2000  —  Новые приключения Пиноккио (Майкл Андерсон)
- 2002  —  Каллас навсегда (Франко Дзефирелли)
- 2005  —  La passione di Angela (Карло Лидзани)
- 2006  —  Графиня ди Кастильоне (Жозе Дайан, телесериал)
- 2011  —  Распутин (Жозе Дайан)

## Признание
Международная премия за операторское искусство имени Джанни Ди Венанцо (2003).